# Station Universal City
Station Universal City (ユニバーサルシティ駅, Yunibāsaru-shitī-eki) is een spoorwegstation in de wijk Konohana-ku in Osaka, Japan. Het wordt aangedaan door de JR Yumesaki-lijn. Het is vernoemd naar het aangrenzende pretpark Universal Studios Japan. Het station heeft twee sporen, bediend door twee zijperrons.

## Treindienst
- JR West
  - Spoor 1: JR Yumesaki-lijn richting Nishikujō
  - Spoor 2: JR Yumesaki-lijn richting Sakurajima

## Geschiedenis
Na de opening van Universal Studios Japan besloot men om een station te bouwen aan de bestaande Sakurajima-lijn (thans veelal Yumesaki-lijn genoemd) om zo het pretpark beter te ontsluiten. Uiteindelijk werd het station in 2001 geopend, vlak na de opening van het pretpark.

## Overig openbaar vervoer
Bus 79

## Stationsomgeving
- Universal Studios Japan
- Universal Studios Osaka
- Universal City Port

Nishikujō · Ajikawaguchi · Universal City · Sakurajima